# Resolution 1715 des UN-Sicherheitsrates

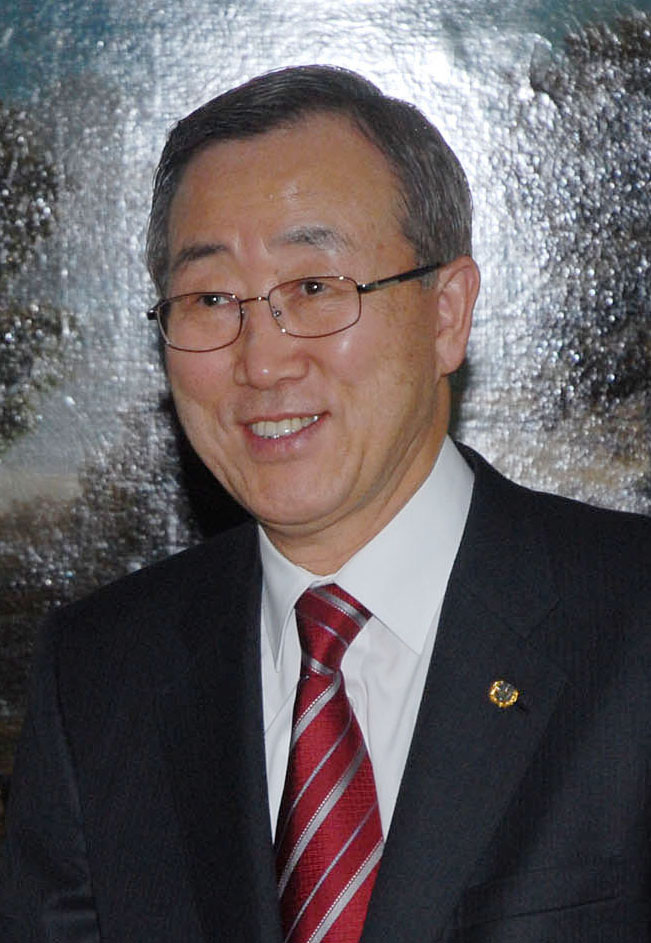
UN-Generalsekretär Ban Ki-moon

Die Resolution 1715 des UN-Sicherheitsrates ist eine Resolution, die der Sicherheitsrat der Vereinten Nationen am 9. Oktober 2006 auf seiner 5547. Sitzung ohne Abstimmung angenommen hat. Mit der Resolution, die in einer nichtöffentlichen Sitzung angenommen wurde, hat der Sicherheitsrat seine Empfehlung an die Generalversammlung ausgesprochen Ban Ki-moon zum Generalsekretär der Vereinten Nationen für die Amtszeit von 1. Januar 2007 bis zum 31. Dezember 2011 zu ernennen.